# Ge Fortgens
Gerardus « Gerrit » Fortgens (né le 1er juillet 1887 à Haarlem, mort le 4 mai 1957 à Haarlem), plus connu sous le nom de Ge Fortgens, est un footballeur néerlandais amateur qui prit part aux Jeux olympiques d'été de 1912.
Il fait partie de la sélection néerlandaise qui remporte la médaille de bronze au tournoi aux Jeux olympiques de 1912.

## Biographie
Ge Fortgens reçoit huit sélections en équipe des Pays-Bas entre 1911 et 1912.
Il joue son premier match en équipe nationale le 19 mars 1911, contre la Belgique (victoire 1-5 à Anvers).
Il joue deux matchs lors des Jeux olympiques d'été de 1912, contre l'Autriche et le Danemark.